# Cornell (Wisconsin)
Cornell é uma cidade localizada no estado norte-americano de Wisconsin, no Condado de Chippewa.

## Demografia
Segundo o censo norte-americano de 2000, a sua população era de 1466 habitantes.
Em 2006, foi estimada uma população de 1429, um decréscimo de 37 (-2.5%).

## Geografia
De acordo com o United States Census Bureau tem uma área de
11,2 km², dos quais 9,9 km² cobertos por terra e 1,3 km² cobertos por água.

## Localidades na vizinhança
O diagrama seguinte representa as localidades num raio de 28 km ao redor de Cornell.